# Egnasia sundana
Egnasia sundana är en fjärilsart som beskrevs av Kobes 1983. Egnasia sundana ingår i släktet Egnasia och familjen nattflyn. Inga underarter finns listade i Catalogue of Life.